# Rosaria Golsch
Maria Rosaria Golsch OCist (* 1. Oktober 1926 in Danietz; † 10. September 2003) war Gründeräbtissin des Klosters Marienkron.

## Leben
Als Hedwig Golsch geboren, trat sie 1948 in die Zisterzienserinnenabtei Seligenthal ein, wo sie den Ordensnamen Maria Rosaria annahm. Golsch wurde 1967 Priorin. Mit der Erhebung von Marienkron zur Abtei am 29. Juni 1991 wurde Golsch zur ersten Äbtissin gewählt. 1991 erfolgte auch die Ernennung zur Kommerzialrätin.

## Ehrungen und Auszeichnungen
- 1969: Ehrenzeichen des Landes Burgenland
- 1991: Ehrenbürgerschaft von Mönchhof[2]
- 1996: Komturkreuz des Ehrenzeichens des Landes Burgenland
- 1996: Großes Goldenes Ehrenzeichen des Landes Steiermark
- 2002: Silbernes Ehrenzeichen für Verdienste um die Republik Österreich[3]